# Belouchino
Belouchino (en macédonien Белушино) est un village du centre de la Macédoine du Nord, situé dans la municipalité de Krouchevo. Le village comptait 64 habitants en 2002.

## Démographie
Lors du recensement de 2002, le village comptait :
- Albanais : 62
- Turcs : 2